# برازوس کانتری (تگزاس)
برازوس کانتری، تگزاس(به انگلیسی: Brazos Country, Texas) شهری در ایالت تگزاس از ایالات جنوبی ایالات متحده آمریکا است.